# Halsheim
Halsheim ist ein Gemeindeteil der Stadt Arnstein im unterfränkischen Landkreis Main-Spessart in Bayern.

## Geographie
Das Kirchdorf liegt am östlichen Rand des Kreises im Tal der Wern, ca. 25 km nördlich von Würzburg und ca. 25 km westlich von Schweinfurt an der Bundesstraße 26.

## Geschichte
Der Ort wurde in einer Urkunde des Klosters Fulda im Jahr 770 als „Haholtesheim im Werangewe“ erstmals erwähnt.
In der Zeit der Kreuzzüge im 12. und 13. Jahrhundert berichten eine Reihe von Kauf- und Tauschurkunden von einem ortsansässigen Rittergeschlecht „von Halsheim“, Lehensträger der mit den Hennebergern verwandten Grafen von Wildberg. Nach und nach veräußern die Herren von Halsheim ihren gesamten Eigenbesitz im Dorf. Der letzte Spross des verarmten Geschlechtes, Herold von Halsheim, wird im Jahr 1317 als fürstbischöflicher Vasall und Burgmann zu Thüngen letztmals bezeugt.
Am 1. Juli 1974 wurde die bis dahin selbständige Gemeinde Halsheim im Rahmen der Gebietsreform in Bayern in die Stadt Arnstein eingegliedert.

## Sehenswürdigkeiten
Eine Sehenswürdigkeit des Ortes ist die im Jahr 1811 gebaute Pfarrkirche St. Sebastian.